# Flättjan
Flättjan är en sjö i Kinda kommun i Östergötland och ingår i Storåns huvudavrinningsområde.